# Struthiola macowanii
Struthiola macowanii är en tibastväxtart som beskrevs av C. H Wright. Struthiola macowanii ingår i släktet Struthiola och familjen tibastväxter. Inga underarter finns listade i Catalogue of Life.